# Adeloneivaia confusa
Adeloneivaia confusa är en fjärilsart som beskrevs av Lauro Travassos och Francisco Noronha 1965. Adeloneivaia confusa ingår i släktet Adeloneivaia och familjen påfågelsspinnare. Inga underarter finns listade i Catalogue of Life.